# Girolamo Doria
Girolamo Doria (ur. w 1495 w Genui, zm. 25 marca 1558 tamże) – włoski kardynał.

## Życiorys
Urodził się w 1495 roku w Genui, jako syn Andrei Dorii. Poślubił Luisę Spinolę, z którą miał siedmioro dzieci; po śmierci żony wstąpił do stanu duchownego. W styczniu 1529 roku został kreowany kardynałem diakonem i otrzymał diakonię San Tommaso in Parione. Rok później wziął udział w koronacji cesarskiej Karola V w Bolonii. Pełnił rolę administratora apostolskiego Elne (1530–1532), Huesci (1532–1533), Tarragony (1533–1558), Noli (1534–1549) i Nebbio (1536–1538). Zmarł 25 marca 1558 roku w Genui.